# Daniel Gołębiewski
Daniel Gołębiewski (ur. 15 lipca 1987 w Wyszkowie) – polski piłkarz, występujący na pozycji napastnika.

## Kariera klubowa
Początkowo występował w zespole MOSiR Wyszków, następnie trafił do Polonii Warszawa. W sezonie 2006/2007 był zawodnikiem rezerw klubu ze stolicy – w rozgrywkach IV ligi strzelił trzy gole. W 2007 roku został włączony do pierwszej drużyny Polonii. Pod koniec lutego 2008 roku został wypożyczony do ŁKS-u Łomża. Był podstawowym graczem drugoligowego zespołu, strzelił również dwa gole – zdobył m.in. bramkę w meczu z Lechią Gdańsk, zapewniając swojej drużynie zwycięstwo 1:0.
Po powrocie do Polonii Gołębiewski grał w zespole Młodej Ekstraklasy. W Ekstraklasie zadebiutował 21 marca 2009 roku w wygranym 1:0 meczu ze Śląskiem Wrocław, natomiast pierwszego gola strzelił 23 maja w spotkaniu z Lechem Poznań, przyczyniając się do remisu 3:3. W latach 2009–2011 regularnie występował w barwach stołecznego klubu. W sezonie 2009/2010 po raz pierwszy zagrał także w europejskich pucharach – wystąpił w dwóch meczach kwalifikacji Ligi Europy z AC Juvenes/Dogana.
Pod koniec czerwca 2011 roku Gołębiewski przeszedł na zasadzie rocznego wypożyczenia do Górnika Zabrze. W rundzie jesiennej sezonu 2011/2012 nie był podstawowym zawodnikiem zabrzańskiego klubu, choć występował w nim regularnie. W rozgrywkach Ekstraklasy strzelił dwa gole, natomiast w pucharze Polski zdobył jedną bramkę, zapewniając swojemu zespołowi zwycięstwo 1:0 w meczu z Dolcanem Ząbki. W styczniu 2012 roku został ponownie wypożyczony, tym razem do Korony Kielce. W kieleckim klubie rozegrał 12 spotkań, strzelił również jednego gola – zdobył bramkę w zremisowanym 2:2 spotkaniu z Lechem Poznań.

## Kariera reprezentacyjna
7 sierpnia 2010 roku został powołany przez selekcjonera Franciszka Smudę do reprezentacji Polski na mecz z Kamerunem w miejsce kontuzjowanego Artura Sobiecha. W spotkaniu tym jednak nie wystąpił.

## Statystyki kariery klubowej
(aktualne na dzień 3 kwietnia 2018)
| Klub               | Sezon              | Liga               | Liga  | Liga   | Puchar Polski | Puchar Polski | Europa | Europa | Puchar Ekstraklasy | Puchar Ekstraklasy | Suma  | Suma   |
| Klub               | Sezon              | Liga               | Mecze | Bramki | Mecze         | Bramki        | Mecze  | Bramki | Mecze              | Bramki             | Mecze | Bramki |
| ------------------ | ------------------ | ------------------ | ----- | ------ | ------------- | ------------- | ------ | ------ | ------------------ | ------------------ | ----- | ------ |
| ŁKS Łomża          | 2007/2008 w        | II liga            | 12    | 2      | 0             | 0             | –      | –      | –                  | –                  | 12    | 2      |
| ŁKS Łomża          | Ogólnie            | Ogólnie            | 12    | 2      | 0             | 0             | 0      | 0      | 0                  | 0                  | 12    | 2      |
| Polonia Warszawa   | 2008/2009          | Ekstraklasa        | 7     | 1      | 1             | 0             | –      | –      | 4                  | 0                  | 12    | 1      |
| Polonia Warszawa   | 2009/2010          | Ekstraklasa        | 19    | 6      | 0             | 0             | 2      | 0      | –                  | –                  | 21    | 6      |
| Polonia Warszawa   | 2010/2011          | Ekstraklasa        | 27    | 4      | 4             | 0             | –      | –      | –                  | –                  | 31    | 4      |
| Polonia Warszawa   | 2012/2013          | Ekstraklasa        | 29    | 5      | 2             | 1             | –      | –      | –                  | –                  | 31    | 6      |
| Polonia Warszawa   | 2016/2017 w        | II liga            | 12    | 3      | 0             | 0             | –      | –      | –                  | –                  | 12    | 3      |
| Polonia Warszawa   | Ogólnie            | Ogólnie            | 94    | 19     | 7             | 1             | 2      | 0      | 4                  | 0                  | 107   | 20     |
| Górnik Zabrze      | 2011/2012 j        | Ekstraklasa        | 9     | 2      | 2             | 1             | –      | –      | –                  | –                  | 11    | 3      |
| Górnik Zabrze      | Ogólnie            | Ogólnie            | 9     | 2      | 2             | 1             | 0      | 0      | 0                  | 0                  | 11    | 3      |
| Korona Kielce      | 2011/2012 w        | Ekstraklasa        | 12    | 1      | 0             | 0             | –      | –      | –                  | –                  | 12    | 1      |
| Korona Kielce      | 2013/2014          | Ekstraklasa        | 26    | 1      | 1             | 0             | –      | –      | –                  | –                  | 27    | 1      |
| Korona Kielce      | Ogólnie            | Ogólnie            | 38    | 2      | 1             | 0             | 0      | 0      | 0                  | 0                  | 39    | 2      |
| Bytovia Bytów      | 2014/2015 j        | I liga             | 10    | 0      | 0             | 0             | –      | –      | –                  | –                  | 10    | 0      |
| Bytovia Bytów      | Ogólnie            | Ogólnie            | 10    | 0      | 0             | 0             | 0      | 0      | 0                  | 0                  | 10    | 0      |
| Dolcan Ząbki       | 2014/2015 w        | I liga             | 9     | 1      | 0             | 0             | –      | –      | –                  | –                  | 9     | 1      |
| Dolcan Ząbki       | 2015/2016 j        | I liga             | 14    | 7      | 2             | 0             | –      | –      | –                  | –                  | 16    | 7      |
| Dolcan Ząbki       | Ogólnie            | Ogólnie            | 23    | 8      | 2             | 0             | 0      | 0      | 0                  | 0                  | 25    | 8      |
| Pogoń Siedlce      | 2015/2016 w        | I liga             | 15    | 2      | 0             | 0             | –      | –      | –                  | –                  | 15    | 2      |
| Pogoń Siedlce      | 2016/2017 j        | I liga             | 16    | 2      | 2             | 0             | –      | –      | –                  | –                  | 18    | 2      |
| Pogoń Siedlce      | Ogólnie            | Ogólnie            | 31    | 4      | 2             | 0             | 0      | 0      | 0                  | 0                  | 33    | 4      |
| Widzew Łódź        | 2017/2018 j        | III liga           | 10    | 2      | 3             | 4             | –      | –      | –                  | –                  | 13    | 6      |
| Widzew Łódź        | Ogólnie            | Ogólnie            | 10    | 2      | 3             | 4             | 0      | 0      | 0                  | 0                  | 13    | 6      |
| Kotwica Kołobrzeg  | 2017/2018 w        | III liga           | 2     | 0      | 1             | 0             | –      | –      | –                  | –                  | 3     | 0      |
| Kotwica Kołobrzeg  | Ogólnie            | Ogólnie            | 2     | 0      | 1             | 0             | 0      | 0      | 0                  | 0                  | 3     | 0      |
| Ogólnie w karierze | Ogólnie w karierze | Ogólnie w karierze | 229   | 39     | 18            | 6             | 2      | 0      | 4                  | 0                  | 253   | 45     |